# SN 1998ep
SN 1998ep – supernowa typu Ia odkryta 15 października 1998 roku w galaktyce A231957+1603. W momencie odkrycia miała maksymalną jasność 20,10m.